# Дорон Маталон
Дорон Маталон (івр. דורון מטלון, нар. 20 травня 1993 Бейт-Арьє-Офарім, Західний берег річки Йордан, Ізраїль) ізраїльська модель, перемогла у конкурсі Міс Ізраїль 2014. Представляла Ізраїль у конкурсі Міс Всесвіт 2014.

## Біографічні відомості
Дорон Маталон народилась і виросла у Бейт-Арьє-Офарім. Її батько менеджер IBM, мати вихователька у дитячому садочку. Її ім'я на івриті та грецькій має значення "подарунок".
Проходила військову службу як сержант у Північному військовому окрузі збройних сил Ізраїлю.
У грудні 2011, Маталон стала відомою після випадку гендерної дискримінації в автобусі в Єрусалимі. 45-річний чоловік, представник ультраортодоксальної юдеської общини (харедимів) висунув до неї вимогу перейти в кінець автобуса, погрожуючи та називаючи її повією, але вона відмовилась. Цей інцидент широко висвітлювався ізраїльськими ЗМІ, після чого вона стала символом боротьби за права жінок. Маталон висунула проти цього чоловіка звинувачення і він був визнаний винним у сексуальних домаганнях до неї.

### Міс Ізраїль 2014
Дорон Маталон отримала титул "Міс Ізраїль 2014" на конкурсі, який проходив у Хайфі.

### Міс Всесвіт 2014
Брала участь у конкурсі Міс Всесвіт 2014.